# Sehnenvieleck

Sehnenfünfeck des Dürer-Polyeders

Ein Sehnenvieleck, Sehnenpolygon oder Sehnen-n-Eck ist im mathematischen Bereich der ebenen Geometrie ein besonderes Vieleck. Diese Vielecke sind charakterisiert dadurch, dass ihre Eckpunkte auf einem Kreis liegen. Dieser wird Umkreis genannt. Folglich sind alle Seiten des Sehnenvielecks Sehnen des Umkreises.

## Definition
Ein Sehnenvieleck ist ein Vieleck, dessen Eckpunkte auf einem gemeinsamen Kreis liegen. Dieser Kreis wird Umkreis genannt.
Üblicherweise versteht man unter einem Sehnenvieleck ein Vieleck, das nicht überschlägt; dieses ist notwendigerweise konvex.

## Beispiele
- Jedes Dreieck hat einen Umkreis und ist daher ein Sehnenvieleck beziehungsweise ein Sehnendreieck.
- Jedes gleichschenklige Trapez ist ein Sehnenviereck.
- Jedes regelmäßige Vieleck ist ein Sehnenvieleck.
- Achsensymmetrische Sehnenfünfecke kommen z. B. beim Rhomboederstumpf (als Seitenfläche) sowie beim  abgeschrägten Hexaeder und abgeschrägten Dodekaeder (als Schnittfläche) vor.